# Ґруєць (Пшасниський повіт)
Ґруєць (пол. Grójec) — село в Польщі, у гміні Черниці-Борові Пшасниського повіту Мазовецького воєводства.
Населення — 80 осіб (2011).
У 1975-1998 роках село належало до Цехановського воєводства.

## Демографія
Демографічна структура станом на 31 березня 2011 року:
|          | Загалом | Допрацездатний вік | Працездатний вік | Постпрацездатний вік |
| -------- | ------- | ------------------ | ---------------- | -------------------- |
| Чоловіки | 43      | 4                  | 36               | 3                    |
| Жінки    | 37      | 2                  | 26               | 9                    |
| Разом    | 80      | 6                  | 62               | 12                   |